# Balaton-felvidéki borvidék
A Balaton-felvidéki borvidék a Dunántúl közepén, a Balaton északi partjának középső–nyugati részén található. Területe nem egységes, éppen hogy csak összefüggő, ugyanis középső részébe beékelődik a Badacsonyi borvidék:
- keleti része (ami tulajdonképpen a Káli-medence) a Balatonfüred-Csopaki borvidék és a Badacsonyi borvidék között helyezkedik el;
- nyugati része pedig a Keszthelyi-fennsík, illetve Sümeg tágabb környéke.

Teljes területe: 5200 ha, amiből 5140 ha az I. osztályú. A szőlővel betelepített terület 1508 ha. Az egész borvidék a Balaton-felvidéki Nemzeti Park része.

## Történet
Az egész Balaton borrégióra jellemző a 2000 éves római szőlőművelés hagyományainak részleges továbbvitele.
Az 1300-as évek elején a Veszprémi püspökség hozott létre kiterjedt szőlőbirtokokat ezen a vidéken. A következő századokban a királyi, főúri és kisnemesi birtokok, szőlőskertek borai nagy hírnévre tettek szert, és már a középkorban délnémet területekre, az Alpokon túlra is szállították őket. A legnagyobb szőlőbirtokai az Esterházy családnak voltak.
A borvidék 1990-ben vált önállóvá; mai nevét pedig 1999-ben kapta.
Káli-medence, a magyar Provence
A Balaton-parton futó 71-es útról, Zánkánál térünk le. A vidéket már a kerékpárosok is felfedezték maguknak. A közeli Balatont immár körbeérő kerékpárúthoz kapcsolódnak a kitáblázott, kis forgalmú, csendes utak; a falvak közti csekély távolság pedig remek kerékpáros kirándulóhellyé teszi a Balaton északi partjától csupán néhány km-re fekvő Káli-medencét.
A táj mediterrán hangulatú, és nem véletlenül. A vulkáni kúpok déli lejtői hamar átmelegszenek, a közeli Bakony pedig megvéd az északról érkező szelektől, viharoktól. A hegyek bazaltja jó hőtartó képességével, míg a közeli Balaton nagy vízfelületével csökkenti a hőingadozást. Mindezen tényezők együtt speciális mediterrán mikroklímát alakítanak ki a medencében. Az országban itt kezdődik leghamarabb a tavasz és tart legtovább az ősz.
A Káli-medence jó földrajzi adottságainak köszönhetően már a történelem kezdetei óta lakott, éltek itt a késő bronzkorban harcias kelták, eraviszkuszok. A Káli–medence A Balaton előidézte mikroklíma miatt ideális hely szőlőtermesztésre, a vulkáni vörös talaj és a kő pedig az itt termő bor zamatát adja – ezt már, mint sok minden mást, a rómaiak is tudták. Kékkút forrását is ők fedezték fel, olyannyira, hogy a forrás vize Theodora bizánci császárné kedvenc itala volt. A hegy levét pedig annyira élvezték, hogy Probus császár idején a környékbeli borokat a Vinea Pannonia Nobilis Districtus kitüntető megkülönböztetéssel illették. A honfoglalást követően így a magyar bor előállításának hármas alapja volt: egyrészt a magyarság magával hozott belső-ázsiai és kaukázus-vidéki hagyományai, másrészt a Pannóniában és ezen belül is a Balaton-felvidéken fennmaradt és átvett római gyakorlat, harmadrészt a térítő bencés és később megtelepedő más tanító rendek által közvetített Itáliából, Burgundiából, Anjouból, Rajna-völgyéből hozott és átadott ismeretanyag és ízlésvilág.
A Káli-medence honfoglaló őseink, a Kál horka (főbíró, Árpád egyik vezére) nemzetségének szállásterülete volt. Nevét több, máig fennmaradt (Köveskál, Mindszentkálla, Szentbékkálla) és ma már elpusztult, csak romjaiban látható falu (Kerekikál, Töttöskál, Sásdikál, Sóstókál) neve is őrzi. Az ősi idők óta kiváló borairól ismert vidék települései az Árpád-házi királyok idején jelentős kiváltságokat kaptak. A királyi udvarnak külön bortermő helye volt a Balaton-felvidéki 7 Kál község vidéke, melyek lakossága minden adófizetés alól mentesültek annak fejében, hogy a királyi asztalra nekik kellett a borokat szállítani egészen 1341-ig. Egyes községek, mint Köveskál lakói pedig kiváló boraikért nemesi rangot is kaptak. A kisnemesi községek a reformáció idején az új vallás hívei lettek. Kővágóörs lakosságának döntő többsége mindvégig megmaradt evangélikusnak, míg a másik három falué a református vallást vette fel. Templomaik külsőleg a XVIII. század második felének és a XIX. század elejének stílusjegyeit mutatják. A XIX. század nagy filoxéra járványa a Balatonfelvidéki-borvidék szőlőültetvényeit elpusztította, mely után hatalmas hittel új fajokat telepítettek be a szőlősgazdák. Hitük és munkájuk előtt fejet hajtunk, mert ma is az ő befektetéseik gyümölcseit ízlelhetjük a Káli-medence boraiban.Mindszentkálla

## Természeti viszonyai
A szőlőtermelés a Pannon-tenger mészkő padozatán létrejött, völgyekkel szabdalt domboldalain alakult ki, esetenként 10 %-nál meredekebb lejtőkön.
Éghajlata a Badacsonyi borvidékéhez hasonló, bár a Balatontól távolodva egyre kevésbé kedvező. Mindazonáltal a hegyek szélárnyéka és a Balaton víztükrének fényvisszaverő, hősugárzó hatása miatt a szőlőterületek jelentős részének mezoklímája mediterrán jellegű, évi mintegy 2000 napsütéses órával. Uralkodó talajtípusa a barna erdőtalaj.
A borvidék szőlőhegyei hatalmas erdőrengeteg környezetébe ágyazottak, valamennyi hegytetőn erdősapkák alakultak ki, melyekben egyedi állat-és növényfauna alakult ki.
A forró nyári napokon a Balaton tó felől feláramló párás, ugyanakkor az átlagosnál hűvösebb szellők temperálják a termelési körzet éghajlatát. Esténként az erdősapkákból és különösen a Bakonyból kiáramló hűvös erdei levegő hűti le a medence levegőjét. Balaton-felvidéken a napsütéses órák száma átlagosan 1950-2000 óra, az évi középhőmérséklet: 11-12 °C. Az átlagos éves csapadékmennyiség 650 mm, melyből a tenyészidőszak alatt átlagosan 420 mm hullik a borvidéken.

## A borvidék jellemzői
A Balaton-felvidék borai diszkrét illatúak, zamatosak és elegánsak. A nappalok melege testessé, az éjszaka a hegyekből alászálló hűvös levegő pedig gyümölcsössé és szép savszerkezetűvé formálja őket. Egyes kiváló adottság termőhelyeken — ezek többsége a vulkanikus kőzeteken alakult ki — hosszú érlelésre is alkalmas, rendkívül komplex borokat termelnek. Ilyen, eredetvédett helyek:
- Áldozó-hegy
- Táltos-hegy

## A borvidék körzetei

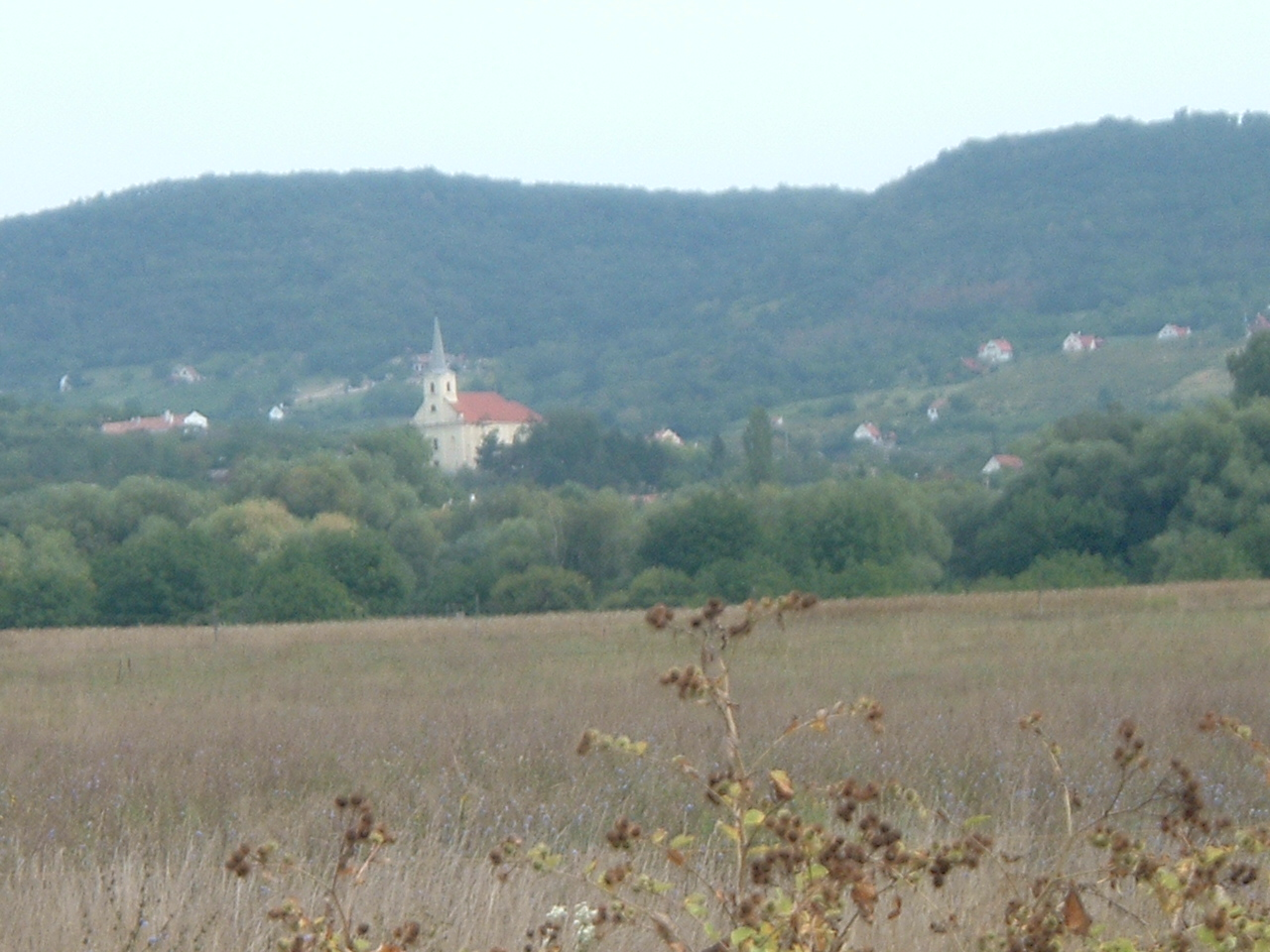
Szentbékkálla

Részeinek eltérő természeti adottságai miatt a borvidéket három körzetre tagolják:
- káli körzet — a talajképző kőzet főleg bazalt és annak tufája:
  - Balatonhenye
  - Hegyesd
  - Köveskál
  - Mindszentkálla
  - Monostorapáti
  - Szentbékkálla
- Balatonederics-lesencei körzet:
  - Balatonederics
  - Lesencefalu
  - Lesenceistvánd
  - Lesencetomaj
  - Nemesvita
  - Sáska
  - Uzsa
  - Zalahaláp
- cserszegi körzet — a talajképző kőzet főleg dolomit és márga:
  - Balatongyörök
  - Csabrendek
  - Cserszegtomaj
  - Gyenesdiás
  - Hévíz-Egregy
  - Rezi
  - Sümeg
  - Sümegprága
  - Várvölgy
  - Vonyarcvashegy

### Telepíthető szőlőfajták
A Balaton-felvidék elsősorban a fehér szőlők hazája. Jelentősebb fajtái:
- olaszrizling
- chardonnay
- tramini
- Müller-Thurgau (rizlingszilváni)
- szürkebarát
- cserszegi fűszeres
- Muscat Ottonel (ottonel muskotály)
- sárgamuskotály (csak a káli körzetben)
- nektár (csak a cserszegi körzetben)

Hungarikumok:
- furmint (csak a káli körzetben)

Vörösbort adó fajták:
- pinot noir[vitatott] (csak a Balatonederics-lesencei körzetben)
- zweigelt

## Borházak és pincészetek

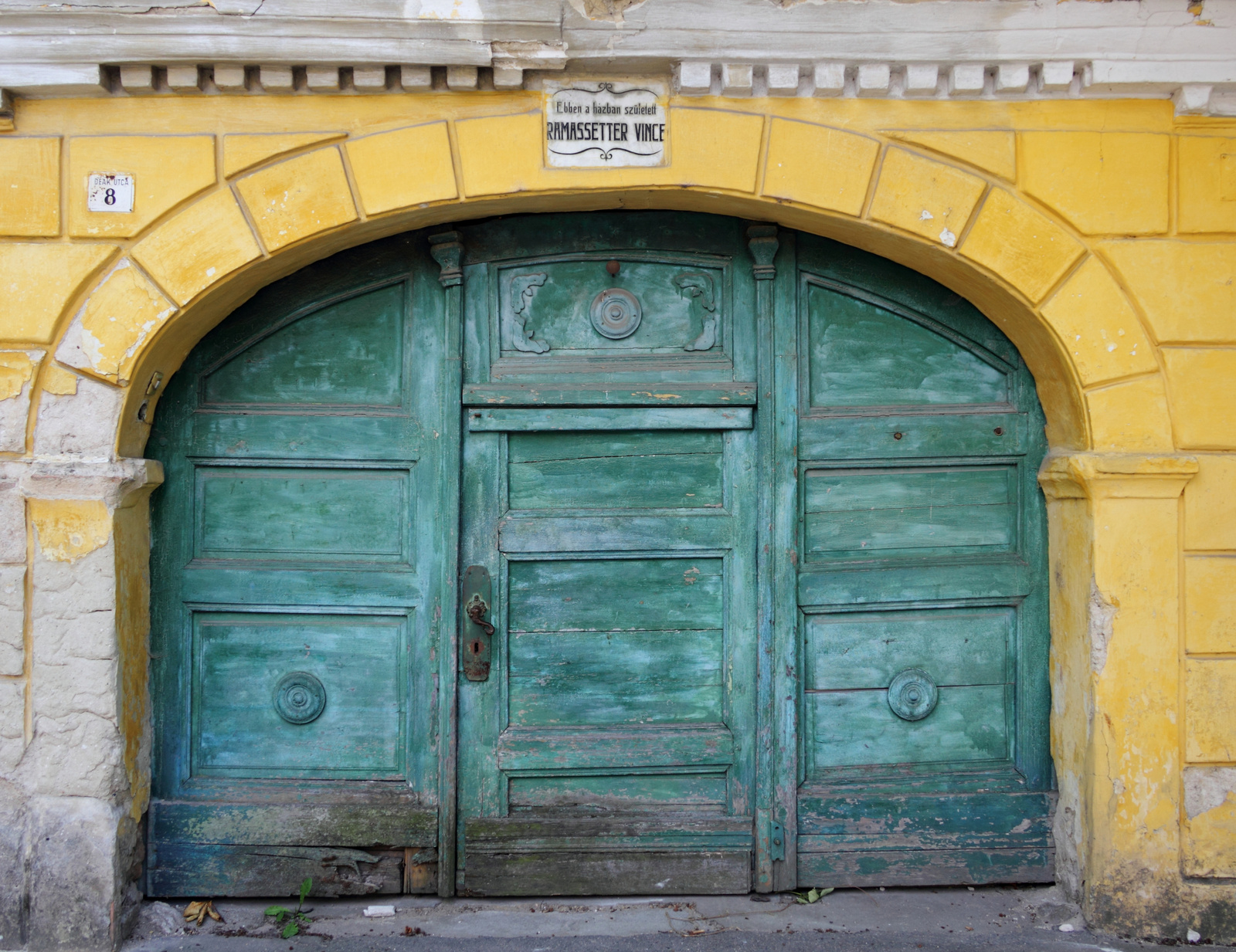
A Ramasetter-ház bejárata (Sümeg, Deák Ferenc u. 8.)

- Aklan Családi Szőlőbirtok és Borászat (Lesencetomaj)
- Csobánci Bormanufaktúra (Diszel)
- Dobosi Pincészet (Szentantalfa)
- Eke Pince (Nemesvita)
- Festetics Pince (Cserszegtomaj)
- Fodorvin Családi Pincészet (Szentbékkálla)
- Holczer Lajos Borház (Sümeg)
- Hunyady Borház (Sümeg)
- Inhoff Malom Borház (Hegyesd)
- Istvándy Jenő Pincészet (Szentbékkálla)
- Káli Kövek (Köveskál)
- Kázsmér Szőlőbirtok és Pincészet (Lesencetomaj)
- Kistermelők Szövetkezete (Vonyarcvashegy)
- Kőróka Pince (Mindszentkálla)
- Marienhof - Máriaudvar (Hévíz-Egregy)
- Nagy István Szőlőbirtok & Borászat (Monostorapáti)
- Nagy & Nagy Borászat (Uzsa)
- Papp Pincészet és Vinotéka (Vonyarcvashegy)
- Pálffy Pince (Köveskál)
- Ramassetter Pince (Sümeg)
- Reblaus Grill Borozó (Hévíz-Egregy)
- Scheller Szőlőbirtok (Monostorapáti)
- Szabó Pince (Balatonederics)
- Tagyon Birtok (Tagyon - Hegyestű)
- Tánczos Pince (Tagyon)
- Tombor ház – Ódon Pince (Köveskál)
- Trombitás Borház (Szentbékkálla)